# Ёнэкава, Масао
Масао Ёнэкава (яп. 米川 正夫 ёнэкава масао); 25 октября 1891 года — 29 декабря 1965 года) — японский литератор и переводчик русской литературы. Ёнэкава перевел великие произведения русской и советской литературы XIX-XX веков, в том числе Льва Толстого, а также Достоевского, произведения которого он продолжал переводить на протяжении всей своей переводческой карьеры, достигшей кульминации в 1950-х годах.

## Биография

### Довоенный период
Ёнэкава родился в городе Такахаси, префектуре Окаяма, четвертым сыном в семье владельца ломбарда. Во время учебы в школе средней ступени он любил читать «Асю» И.С. Тургенева в переводе Фтабатея Симэя. Ёнэкава захотел изучать русский язык и в 1909 году поступил на кафедру русской литературы в Токийской школе иностранных языков (в настоящее время Токийский университет международных исследований). В следующем году, он с другом Накамурой Хакуё и другими однокурсниками  основал журнал «Росиа-Бунгаку»(Русская литература) и начал переводить с русского языка. В 1912 году Ёнэкава окончил Школу иностранных языков в числе лучших студентов.
После окончания Школы иностранных языков он не смог сдать приемные экзамены в Министерство Железных Дорог. Поэтому некоторое время он зарабатывал на жизнь переводом, работая письменным переводчиком и устным переводчиком для русских, живших тогда в Японии.
В августе 1912 года он присоединился к компании Мицубиси и работал в отделении в Нагасаки. В ноябре того же года он был отправлен на Хоккайдо учителем русского языка в 7-ю дивизию в Асахикаве. Он приступил к переводу романа «Идиот» Достоевского и в 1914 году этот перевод вышел в качестве одной из дебютных публикаций серии Синтё Бунко. В 1916 году под Новый год он переехал в Токио.
В 1917 году он поступил на работу в Министерство финансов, а в октябре отправился из Кореи в Россию через Сибирь и проживал в Петрограде. Там он стал свидетелем Октябрьской революции. В 1918 году в связи с кризисной ситуациeй из-за распространения Гражданской войны в России он вернулся в Японию. В июне того же года он ушёл из Министерства финансов и стал работать переводчиком в консульстве России в Йокогаме. В октябре того же года он уволился из консульства России, а в следующем месяце начал работать в филиале Сибирского закупочного союза в Кобе. В Кобе он провёл два года.
В декабре 1920 года вернулся в Токио, так как начал преподавать русский язык в Высшей военной академии Императорской армии Японии. В 1927 году Ёнэкава был официально приглашен в Советский Союз, который отмечал десятую годовщину Октябрьской революции , и в октябре того же года впервые посетил Россию в ее новом качестве – Советского Союза. В 1929-1931 годы в издательстве «Иванами Сётэн» выходит полное собрание сочинений Льва Толстого – совместный проект Ёнэкавы и его друга Накамуры Хакуё. С 1934 года начал преподавать в университете Мэйдзи (до 1939 года). В 1935 году он перевёл на японский и опубликовал в издательстве «Микаса Сёбо» роман «Преступление и наказание» и, таким образом, закончил перевод пяти главных романов Достоевского позднего периода.
В 1941 году в апреле он был фактически уволен с должности профессора Высшей военной академии Императорской армии за то, что консультировался с цензурным отделом Министерства внутренних дел, можно ли публиковать перевод «Тихого Дона» Шолохова или нет.  Примерно через месяц после увольнения его арестовали по подозрению в шпионаже в пользу СССР и допросили в полицейском участке Харадзюку Столичного управления полиции Токио, но через 11 дней выпустили на свободу.  В том же году он начал публиковать свой перевод «Полного собрания сочинений Достоевского» в издательстве «Кавадэ Сёбо», но из-за нехватки бумаги и из-за контроля Отдела гражданской цензуры к 1943 году были опубликованы только четыре тома, после чего издание было прекращено.
В 1943 году Ёнэкава  перешёл на работу преподавателем русского языка в Колледж иностранных дел «Дзэнрин».  На следующее лето у него диагностировали язву желудка, и он продолжал работать, лечась дома.  В марте 1945 года, спасаясь от воздушных налётов, он эвакуировался из своего дома в Ниси-Огикубо в Токио в загородный дом в Кита-Каруидзава.

### Послевоенный период
После войны в конце 1945 года Ёнэкава вернулся в Токио.
В апреле 1946 года по настоянию профессора Хидэторы Окадзаки он был приглашен на восстановленную после перерыва в 10 лет кафедру русского языка филологического факультета университета Васэда (сокр. Содай) и стал университетским преподавателем. (В том же месяце он уволился из колледжа иностранных  дел  «Дзэнрин»).
В 1948 году вследствие кровохарканья перенес  операцию по удалению двух третей желудка. В 1951 году он стал профессором филологического факультета университета Васэда. В 1953 году участвовал в конгрессе Международного Пен–клуба, совершил поездку по европейским странам и повторно посетил СССР.
Что касается послевоенных переводов, с декабря 1946 года по 1952 год он опубликовал в издательстве «Согэнся»  «Полное собрание сочинений Толстого» в собственном переводе в 23 томах. С 41-го года (главным образом с 51-го года по 53-й год) в издательстве «Кавадэ Сёбо» выходило «Полное собрание сочинений Достоевского» в 18 томах, также полностью переведеное Ёнэкавой. Публикация этого полного собрания была завершена в 1953 году.
За перевод полного собрания сочинений Достоевского он получил литературную премию Ёмиури. В 1961 и 1962 годах он снова посетил Советский Союз, в 1962 году вышел на пенсию из университета Васэда. В 1964 году у него диагностировали рак пищевода, и в декабре 1965 года он умер в возрасте 74 лет. Распорядителем на похоронах в январе 1966 года был Накамура Хакуё, его лучший друг на протяжении всей жизни.
В мире литературного перевода Ёнэкава Масао упоминается наряду с такими именитыми переводчиками, как  Накамура Хакуё и Хара Хисаитиро (все трое, включая Хару, выпускники Школы иностранных языков). Их переводы из русской литературы высоко оценены в мире как по качеству, так и по количеству. Ёнэкава - одна из значительнейших фигур в истории восприятия русской литературы в Японии.

## Ёнэкава и Достоевский
В 1914 году вышел дебютный перевод Ёнэкавы –  роман «Идиот» Ф.М. Достоевского. После этого он перевёл романы «Братья Карамазовы», «Бесы», «Подросток» и в 1935 году –  «Преступление и наказание». Таким образом, были переведены пять главных поздних романов Достоевского.
Позднее Ёнэкава заново перевёл «Преступление и наказание», когда принял участие в качестве одного из переводчиков в работе над полным собранием сочинений Достоевского, выпустить которое задумало издательство  «Микаса Сёбо». Но в 1941 году после ухода из Военной академии Ёнэкава одновременно нуждался и в новой работе, и в свободном времени, чтобы сосредоточиться на переводе, поэтому он запланировал самостоятельно перевести полное собрание сочинений Достоевского и, обратившись с этим предложением к издательству «Иванами Сётэн», заключил с ним договор.
Однако в ужесточившихся условиях военной экономики не удалось подготовить досточно бумаги для публикации полного собрания сочинений и реализацию плана пришлось приостановить. Но почти сразу же, узнав об отмене плана, «Кавадэ Сёбо» предложило выступить в качестве издателя, и Ёнэкава заключил  новый договор уже с этим издательством. Так началась публикация полного собрания сочинений Достоевского (планировалось выпустить 30 томов).
Для этого собрания сочинений Ёнэкава заново перевёл романы «Бедные люди», «Униженные и оскорбленные» и другие произведения. Но в 1943 году, когда приоритетом являлся выпуск пропагандистских изданий, поднимавших  боевой дух, продолжать публикацию полного собрания сочинений Достоевского стало невозможно. После выхода 13 томов сочинений публикацию было решено остановить. Однако Ёнэкава и после срыва публикации продолжил переводить «Дневник писателя» лично для себя и продолжал работу по переводу даже во время эвакуации в Каруидзаве до самого конца войны.
В октябре 1945 года, когда Ёнэкава почти закончил перевод «Дневника писателя», издательство «Кавадэ Сёбо» предложило ему выпустить послевоенное издание полного собрания сочинений. И в следующем 1946 году, в июне, началась вторая публикация полного издания сочинений Достоевского в переводе Ёнэкавы Масао.  Во время работы над этим собранием Ёнэкава завершил перевод и публикацию всех произведений Достоевского. Но хотя в самом начале публикации были приняты хорошо и пользовались спросом, уже в 1950 году из-за продолжительности периода публикации, а также вследствие возобновившейся нехватки материалов и увеличения количества качественных книг, как в плане бумаги, так и в плане переплёта, второе полное собрание сочинений стало не рентабельным. В апреле 1951 года во время подготовки 43 тома издательство, так и не опубликовав письма писателя,  снова было вынуждено приостановить публикацию. Однако, в августе того же года «Кавадэ Сёбо» начало в третий раз издавать полное собрание Достоевского в переводе Ёнэкавы в 18 томах – публикация всех томов завершилась в сентябре 1953 года.
Упорство, которое Ёнэкава проявлял, начиная с довоенного времени, наконец принесло плоды. Публикация полного собрания сочинений Достоевского стала кульминацией его переводческой карьеры. Но и после выхода «Полного собрания сочинений Достоевского» Ёнэкава продолжал работать над переводом до этого непереведенных материалов, чтобы дополнить собрание. Во время своей последней госпитализации он также не расставался с оригиналом, и перевод заметок к черновым редакциям романа «Преступление и наказание» стал его последней рукописью.

## Критика
Ямамото Нацухико в своём сочинении «О Ёнэкаве Масао» критически высказывался в адрес переводчика, говоря, что несмотря на «волнующий кровь драматизм, присущий великим шедеврам русской литературы, тексты произведений  переводе стали бесцветными и невнятными по вине переводчиков» издательства «Иванами», и прежде всего Ёнэкавы Масао, которые «слишком стремились переводить грамматически точно и утратили ритмичность японского языка».

## Семья
```
　　　　　　　　　　　　　　　
　　　　　　　　　　(первая жена）
　　　　　　　　　　　　　┃
　　　　　　　　　　　　　┃　　┏Сада (Тэрудзю) 
　　　　　　　　　　　　　┣━━┫　　　
　　　　　　　　　　　　　┃　　┗Кома　　
　　　　　　　　　　　　　┃　　
　　　　　 Дзётаро Ёнэкава 　┏Кикуэ
　　　　　　　　　　　　　┃　　┃　　
　　　　　　　　　　　　　┃　　┣Наями
　　　　　　　　　　　　　┃　　┃　　　　　　　　　┏━Тосико━━━Хироэ(Тосико Вторая)　　
　　　　　　　　　　　　　┣━━╋Тикатоси(Кинъо)━┫　　　　
　　　　　　　　　　　　　┃　　┃　　　　　　　　　┗━Ясуо(Тикатоси Второй)
　　　　　　　　　　　　　┃　　┣Такээ(умерла в возрасте семи лет)
　　　　　　　　　　　　　┃　　┃
　　　　　　　　　　　Рики  　 ┣Киёси━━━━Со(Фумико Вторая)　
　　　　　　　　　　　　　　　　┃　
　　　　　　　　　　　　　　　　┃　　　　┏Цунэо(умер в возрасте пятнадцати лет) 
　　　　　　　　　　　　　　　　┃　　　　┃
　　　　　　　　　　　　　　　　┃　　　　┣Фумио(умер в возрасте двух лет) 
　　　　　　　　　　           ┃  　　　┃　
　　　　　　　　　　　　        ┣Масао━━╋Тэцуо　　　　　　
　　　　　　　　　　　　　　　　┃　　　　┃　
　　　　　　　　　　　　　　　　┃　　　　┣Кадзуо　
　　　　　　　　　　　　　　　　┃　　　　┃
　　　　　　　　　　　　　　　　┃　　　　┗Рёфу
　　　　　　　　　　　　　　　　┃　
　　　　　　　　　　　　　　　　┗Фумико　　　　　　　　　　　　　　　　　　

```

Единокровной старшей сестрой Ёнэкавы была Сада – слепая исполнительница на кото, известная под сценическим псевдонимом Тэрудзю.  Старший брат Ёнэкавы, Тикатоси (позже сменил имя на Кинъо Ёнэкава) тоже был исполнителем на кото. Тосико Ёнэкава, дочь Тикатоси, также играла на кото и была признана живым национальным сокровищем Японии. Хироэ Ёнэкава, дочь Тосико, также была исполнительницей на кото и, продолжив династию, стала Тосико Ёнэкавой Второй. Ясуо (позднее Тикатоси Ёнэкава Второй), сын Тикатоси, тоже был исполнителем на кото. И самая младшая сестра Ёнэкавы – Фумико тоже исполнительница на кото и живое национальное сокровище. Дочь Киёси – другого старшего брата Ёнэкавы – Мисао Ёнэкава (позднее Фумико Ёнэкава Вторая), также котоистка и тоже признана живым национальным сокровищем Японии.
Начиная со средних классов школы Масао занимался игрой на кото у своей сестры, игра на кото была его хобби. Он также умел играть на сямисэне (трёхструнном) и флейте-сякухати, а с 1938 года вместе со своим земляком Утидой Хяккэном он руководил непрофессиональной ассоциацией игры на сямисэне «Согэнкай». Так же Ёнэкава увлекался театром Но. Он разбирался в Но и ёкёку лучше некоторых профессионалов и был истинным знатоком этих классических искусств. Кроме того, маджонг также был его хобби в течение всей жизни. С одной стороны Ёнэкава стал эпохальным явлением в мире перевода, но при этом он умел в свободное от рабты время получать удовольствие от своих разнообразных хобби.
В 1915 году Масао Ёнэкава женился на своей младшей двоюродной сестре, по имени Цутако. Всего у них родилось пятеро сыновей, но их второй сын умер от болезни в 1923 году, а старший сын умер от болезни в 1930 году. Жена умерла от болезни в 1940 году. В 1941 году, через год после смерти жены, Ёнэкава женился второй раз на женщине по имени Такако, которая была на 15 лет моложе его. Она прожила с ним вторую половину его жизни. Достишгий совершеннолетия Тэцуо Ёнэкава, третий сын Масао, окончил факультет русского языка Токийского университета иностранных языков и исторический факультет Токийского университета. Он стал исследователем русской литературы и русской истории нового времени и, впоследствии, почетным профессором Токийскогом университета. Кадзуо Ёнэкава (1929–1982), четвертый сын Ёнэкавы, окончил отделение русского языка в коллежде иностранных дел Дзэнрин, и кафедру русской литературы на филологическом факультете в университете Васэда, был профессором русской и польской литературы в университете Мэйдзи. Пятый сын Рёфу Ёнэкава (1931-2006),  окончил кафедру французской литературы в университете Васэда, и стал исследователем итальянской литературы и профессором университета Кокугакуин.
Вторая жена Ёнэкавы, Такако Ёнэкава (1906-87), окончила Токийскую высшую женскую школу. После войны молодые представители интеллигенции собирались в доме Ёнэкавы (в квартале Эйфукутё) – эти встречи с особой атмосферой называли «салоном Ёнэкавы».

## Основные сочинения
«Петр»(Сансэйдо, 1932)
«Обзор русской литературы»(Сансэйдо, 1932)
«Выпивка, музыка и воспоминания»(Кавадэ Сёбо, 1940)
«Краткое руководство по изучению русского языка» (Сансэйдо, 1940)
«Наброски о русской литературе»(Хотака Сёбо, 1947)
«История русской литературы»(Хотака Сёбо, 1947) позже Кадокава Бунко
«Литература Толстого» (Дзицугё но Нихонся, 1951)
«Достоевский: введение »(Кавадэ Сёбо, 1951)
«Путешествие в Советскую Россию »(Кадокава Сётэн, 1954)
« Достоевистика»(Кавадэ Сёбо, 1956)
«Посредственность. Терпение. Талант. Автобиография Масао Ёнэкавы» (Кавадэ Сёбо Синся, 1962)
«Записи о людях 49» (Японский книжный центр, 1997)

## Переводы
Ф. М. Достоевский «Идиот», издательство «Синтёся», издание в 4 (четырех) томах, 1914 (позднее роман переиздан в серии «Иванами Бунко» в двух томах)
Ф. М. Достоевский «Братья Карамазовы», издательство «Синтёся», 1917-1918 (позднее роман переиздан в серии «Иванами Бунко» в четырёх томах)
А. С. Пушкин «Евгений Онегин», издательство «Собункаку», 1921
А.Н. Толстой «Сватовство», издательство «Сэкай Синтё Кэнкюкай», 1922
Л.Н. Андреев «Иуда Искариот», издательство «Синтёся», 1924
«Полное собрание пьес Чехова», издательство «Иванами сётэн», 1926
Л.Н. Толстой «Война и мир», издательство «Иванами сётэн», 1925-26 (позднее роман переиздан в серии «Иванами Бунко» в четырёх томах)
И.С. Тургенев «Отцы и дети, Новь», издательство «Синтёся», 1927, (позднее оба романа переизданы в серии «Иванами Бунко»)
Н.В. Гоголь «Ревизор», издательство «Иванами Сётэн», серия «Иванами Бунко», 1928
М. Горький «Дело Артамоновых», издательство «Кайдзося», 1929
Л.Н. Толстой «Детство» в «Полном собрание сочинений Толстого», издательство «Иванами сётэн», 1930 (позднее повесть переиздана «Иванами Бунко»)
Б. А. Пильняк «Заволочье», издательство «Сюнъёдо-сётэн», 1932
М. А. Булгаков «Роковые яйца», издательство «Кайдзося», 1932
И. С. Тургенев «Первая Любовь», издательство «Иванами-сётэн», серия Иванами Бунко, 1933
Ф. М. Достоевский «Бесы», издательство «Иванами-сётэн», серия Иванами Бунко том 2, 1934
М. А. Шолохов «Поднятая целина», издательство «Микаса-сёбо», 1935
Д. С. Мережковский «Смерть богов. Юлиан Отступник», издательство «Синтёся», серия Синтё, 1936
Ф. М. Достоевский «Дневник писателя», издательство «Микаса-сёбо», (переиздан в серии Иванами том 6), 1937
Ф. М. Достоевский «Вечный муж», издательство «Синтёся», серия Синтё, 1938
М. В. Водопьянов «Полярный лётчик», издательство «Иванами-сётэн», серия  Иванами Синсё (новая книга),1939
Л. Н. Толстой «Казаки», издательство «Фудзамбо», серия Фудзамбо-хякка, 1940
Л. Н. Толстой «Севастопольские рассказы», издательство «Фудзамбо»,1941
М. А. Алданов «Десятая симфония», издательство «Кофукан», 1942
«Полное собрание сочинений Достоевского», издательство «Кавадэ-сёбо», 1943
Д. С. Мережковский «Наполеон», издательство «Токо», 1944
В. П. Катаев «Белеет парус одинокий», издательство «Ситисэй-сёин», 1946
А. С. Грибоедов «Горе от ума», издательство «Идэмицу-сётэн», 1947
М. П. Арцыбашев «Рассказ об одной пощечине», издательство «Кобундо-сёбо»,1947
Н. С. Лесков «Очарованный странник», издательство «Ходака-сёбо»,1948
Л. Н. Толстой «Воскресение», издательство «Кадокава», серия Кадокава Бунко, 1950
Л. Н. Толстой «Исповедь», издательство «Согэн»,1950
Н. С. Лесков «Запечатленный ангел»,  издательство «Синтёся», серия Синтё Бунко, 1952
А. П. Чехов «Иванов», издательство «Кадокава», серия Кадокава Бунко, 1954
Л. М.Леонов «Русский лес», издательство «Иванами-сётэн», 1955
И. Г. Эренбург «Оттепель», издательство «Кадокава», серия Кадокава Бунко, 1957
М. А. Шолохов «Судьба человека» (совместный перевод с Такако Урухара), издательство «Кадокава», серия Кадокава, 1960, переиздание 2008